# История весны
«История весны» (также «История о весне», кит. упр. 春天的故事, пиньинь Chūntiān de Gùshì) — популярная китайская песня, посвящённая Дэн Сяопину и инициированным им китайским реформам 1979 и 1992 года. Текст написали Цзян Кайру и Е Сюйцюань, музыку — Ван Югуи. Композиция впервые была транслирована Центральным телевидением Китая (CCTV) в октябре 1994 года. Музыкальный клип на песню поставлен Чжан Гуоли.
Эта песня также стала лейтмотивом крупномасштабного документального фильма «Дэн Сяопин», который впервые транслировался по CCTV в первый день Нового года в 1997 году. Она также была включена в гала-концерт весеннего фестиваля CCTV 1997 года.

## История
26 марта 1992 года Чэнь Ситянь, заместитель главного редактора газеты «Новости особой зоны Шэньчжэня», который наблюдал за визитом Дэн Сяопина в январе того же года в рамках большого южного турне китайского политика, опубликовал длинный информационный бюллетень «Восточный бриз приходит полным весны», в котором подробно осветил изменения в городе, произошедшие с 1979 года. Цзян Кайру, в то время заместитель председателя НПКСК в уезде Мулин провинции Хэйлунцзян, был шокирован этой статьей. Когда он отправился навестить родственников в Гонконге в 1979 году, то проезжал мимо Шэньчжэня, который был всего лишь маленькой рыбацкой деревушкой. После прочтения статьи Цзян снова поехал в Шэньчжэнь и был глубоко впечатлён, как на месте деревушки появился крупный промышленный центр. Под воодушевлением от этого, он написал стихотворение «История весны», которое было опубликовано в «Ежедневной газете особой зоны Шэньчжэня».
Цзян Кайру передал своё стихотворение композитору Ван Югую, который спустя полтора года написал к нему музыку. В марте 1994 года композиция приняла участие в Конкурсе молодёжного творчества провинции Гуандун, но не имела на нём успеха, однако её услышал член Постоянного комитета провинциального отделения КСМК Е Сюйцюань, который предложил переструктурировать и переписать песню. Он внёс множество доработок в текст, сделав его более структурным и чётко сформулированным.
Е Сюйцюань вторично направил песню на Конкурс молодёжного творчества провинции Гуандун, где она (несмотря на то, что значительная часть жюри вновь проголосовала против) заняла первое место и получила первую популярность.
Для продвижения песни Е Сюйцюань решил снять музыкальный клип на неё и организовал сбор средств. В октябре того же года клип, снятый под руководством Мэн Синя режиссером Чжан Гуоли, был транслирован по CCTV и завоевал ряд наград.
«История весны» остаётся наиболее популярной песней, написанной о втором поколении руководителей КНР.
14 октября 2020 года, выступая на торжественном собрании по случаю 40-летия создания специальной экономической зоны города Шэньчжэнь, председатель КНР Си Цзиньпин сказал:

Постарайтесь сотворить новые великие чудеса, которые опять потрясут мир, постарайтесь написать много новых „Историй о весне“！
Оригинальный текст (кит.)努力续写更多“春天的故事”，努力创造让世界刮目相看的新的更大奇迹!

## Награды
- 1994:
  - Золотая медаль 94-го Конкурса молодёжного творчества провинции Гуандун.
  - Золотая медаль музыкального телевизионного конкурса CCTV.
- 1995:
  - Награда «Five One Project Award» Отдела пропаганды ЦК Коммунистической партии Китая (за документальный фильм «Дэн Сяопин»).
- 1996:
  - Премия «Золотой колокол».
  - Художественная премия имени Лу Синя.